# قانون کار سوئیس

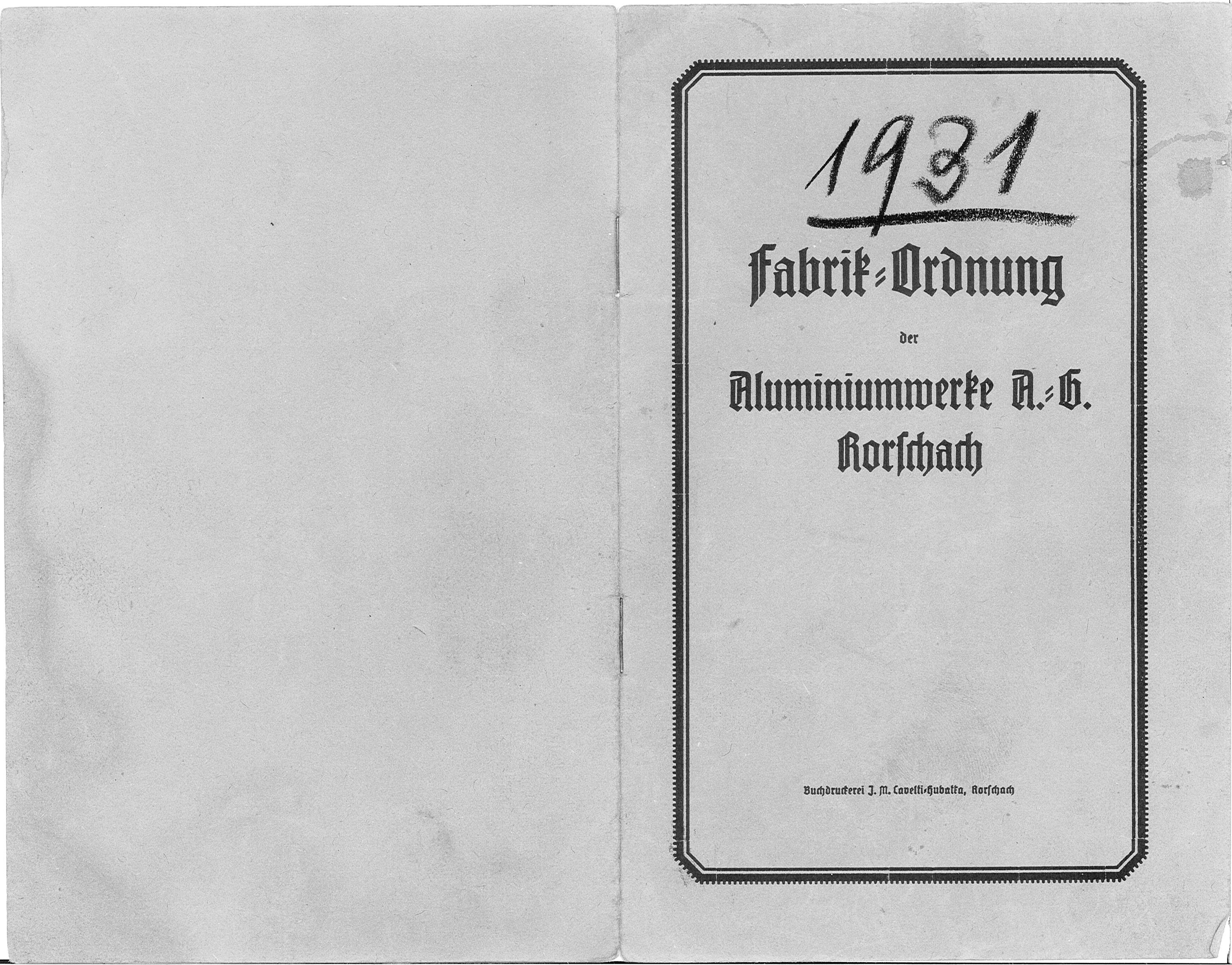

قانون کار سوئیس تمام استانداردهای حاکم بر استخدام را پوشش می‌دهد. مقررات استخدام توسط کارفرمایان خصوصی تا حد زیادی در سطح فدرال هماهنگ شده است، درحالی‌که استخدام در بخش دولتی همچنان بر انواع قوانین کانتونی حاکم است. به طور خاص، استانداردسازی مدنی که به انواع قوانین گسترش یافته است، از اهمیت بیشتری برخوردار است، به ویژه قانون اساسی فدرال جدید ۱۹۹۹، قانون تعهدات، قانون کار و همچنین در بخش عمومی، قانون کارکنان فدرال.